# Корнеевка (Любашёвский район)
Корнеевка (укр. Корніївка) — бывшее село в Любашёвском районе Одесской области Украины. Село было подчинено Агафиевскому сельсовету.

## История
Основано в 1820 году.
По состоянию на 1984 год население — 10 человек, 1989 год — 7 человек, 2001 год — 2 человек. Решением Одесского областного совета от 12.05.2010 года село снято с учёта.

## География
Было расположено восточнее села Пилиповка у административной границы Одесской области с Николаевской.